# میوه ممنوعه (مجموعه تلویزیونی)
میوه ممنوعه یک مجموعه تلویزیونی به کارگردانی حسن فتحی و محصول سال ۱۳۸۶ است. این مجموعه تلویزیونی برای پخش در ماه رمضان از شبکه دو ساخته شد.
موسیقی متن این مجموعه تلویزیونی با آهنگ‌سازی و با صدای احسان خواجه امیری بوده است که با استقبال زیادی در بین مخاطبان همراه شد.

## بازیگران
| بازیگران        | نقش                   |
| --------------- | --------------------- |
| علی نصیریان     | حاج یونس فتوحی        |
| هانیه توسلی     | هستی شایگان           |
| گوهر خیراندیش   | قدسی                  |
| امیر جعفری      | جلال فتوحی            |
| طناز طباطبایی   | غزاله فتوحی           |
| شبنم فرشادجو    | سمانه فتوحی           |
| هرمز هدایت      | بهرام شایگان          |
| عمار تفتی       | فرزاد سعیدی           |
| نیما رئیسی      | مصطفی                 |
| کاظم بلوچی      | سرگرد                 |
| صدیقه کیانفر    | عزیز خانم             |
| محمدرضا رهبری   | سینا فتوحی            |
| کیانوش گرامی    | هوشنگ                 |
| احمد علامه دهر  | حاج آقای مسجد         |
| جواد انصافی     | تهرانی (منشی حاج‌یونس) |
| وحید ترحمی مقدم | بیژن (شوهر سمانه)     |
| حسن حسینیان     | نگهبان                |

## موسیقی
موسیقی این مجموعه تلویزیونی بر عهده احسان خواجه امیری بوده است. همچنین خواجه امیری در این مجموعه تلویزیونی در چند سکانس بازی کرده است.
| شماره | نام                                   | خواننده           | مدت  |
| ----- | ------------------------------------- | ----------------- | ---- |
| ۱.    | «بی کلام» (تیتراژ ابتدایی)            | بی کلام           | ۱:۳۳ |
| ۲.    | «میوه ممنوعه» (تیتراژ پایانی)         | احسان خواجه امیری | ۲:۳۱ |
| ۳.    | «به من مؤمن نگو» (ترانه میانی)        | احسان خواجه امیری | ۱:۱۰ |
| ۴.    | «آزاد آزادم» (ترانه میانی)            | احسان خواجه امیری | ۳:۳۲ |
| ۵.    | «هر چه دارم از تو دارم» (ترانه میانی) | احسان خواجه امیری | ۲:۲۱ |

## جوایز

### یازدهمین دوره جشن حافظ
| بخش                                           | نامزد                          | نتیجه    |
| --------------------------------------------- | ------------------------------ | -------- |
| بهترین مجموعه تلویزیونی                       | اسماعیل عفیفه                  | نامزدشده |
| بهترین فیلمنامه تلویزیونی                     | علیرضا نادری و علیرضا کاظمی‌پور | برنده    |
| بهترین بازیگر مرد درام                        | علی نصیریان                    | نامزدشده |
| بهترین بازیگر مرد درام                        | امیر جعفری                     | نامزدشده |
| بهترین بازیگر زن درام                         | هانیه توسلی                    | نامزدشده |
| بهترین بازیگر زن درام                         | گوهر خیراندیش                  | نامزدشده |
| بهترین خواننده تیتراژ فیلم و مجموعه تلویزیونی | احسان خواجه‌امیری               | نامزدشده |

- نشریه معتبر دنیای تصویر نقش حاج یونس فتوحی (با بازی علی نصیریان) را جزو ۱۰۰ نقش ماندگار تاریخ سینما و تلویزیون ایران انتخاب کرد.[۲]